# Sitneši
Sitneši (szerbül: Ситнеши), település Bosznia-Hercegovinában, Srbac községben, Bosanska krajina területén, a Szerb Köztársaságban. 

## Fekvése
Bosznia-Hercegovina északi részén, Banja Lukától légvonalban 41, közúton 54 km-re északkeletre, községközpontjától légvonalban 5, közúton 7 km-re délkeletre, részben a Motajica-hegység és a Povelić-folyó között, részben a Motajica-hegység területén, 100-250 méteres tengerszint feletti magasságban található. 

## Népessége
| Nemzetiségi csoport | Népesség 1991 | Népesség 2013 |
| ------------------- | ------------- | ------------- |
| Szerb               | 1171          | 877           |
| Bosnyák             | 1             | 1             |
| Horvát              | 2             | 1             |
| Jugoszláv           | 23            | 2             |
| Egyéb               | 11            | 12            |
| Összesen            | 1207          | 892           |

## Története
A település már ősidők óta lakott, ezt bizonyítja, hogy területén két késő bronzkori arany függőt találtak. A lelet megtalálásának pontos helye és körülményei ismeretlenek.
A korabeli források szerint ez a vidék a 10. és 11. században Horvátország részét képezte, majd a 12. század elején vele együtt a Magyar Királyság része lett. A török hódításokig Orbász megyét a Magyar Királyság részét képező a Szlavón Bánság részeként emlegették. 1463/1464-ben ez a terület az újonnan létrehozott Jajcai Bánság része lett, amelyet I. Mátyás magyar király alapított. Ez a helyzet egészen addig tartott, amíg a bánság északi részei 1535/36-ban oszmán uralom alá nem kerültek, amikor is Husref bég elfoglalta Kobaš és Levač várait, és átkelt Szlavóniába seregével. Ekkor ez a terület a Kobaši kádiluk, a Banja Luka-i vijalet és a Boszniai Szandzsák része lett.
A település 1878-ig tartozott az Oszmán Birodalomhoz, ekkor a berlini kongresszus határozata alapján az Osztrák-Magyar Monarchia része lett. 1879-ben az első osztrák-magyar népszámlálás során a Berbiri járáshoz tartozó Sitnež településnek 56 háztartása és 344 ortodox lakosa volt. A monarchia szétesésével 1918-ban előbb a Szerb-Horvát-Szlovén Királyság, majd 1929-től a Jugoszláv Királyság része. Az 1929-es törvény értelmében, amikor Bosznia-Hercegovinát négy banovinára, Drinskára, Vrbaskára, Zetskára és Primorskára osztották, a település a Vrbaska banovina része lett, amelynek székhelye Banja Luka volt Jugoszlávia megszállása után a Független Horvát Állam (NDH) része lett. A második világháború után a település a szocialista Jugoszláviához tartozott. A daytoni békeszerződést követő területfelosztásnál Srbac község részeként a Szerb Köztársaság területéhez került.

## Oktatás
A sitneši „Vuk Karadžić” Általános Iskola Ćukaliban egy nyolcosztályos iskolával, Gornja és Donja Lepenica és Gornji és Donji Srđevići településeken pedig négyosztályos iskolákkal, összesen mintegy 300 tanulóval rendelkezik. A sitneši általános iskola még 1946-ban négyosztályos általános iskolaként kezdte meg működését. Az órákat a német Johann Manc államosított házában tartották, akinek családja a fasizmus bukása után elhagyta ingatlanát és Németországba költözött. A falu első tanítója Branko Milješić volt. Osztályaiban hét és tizenhét év közötti diákok tanultak. Idővel az iskola épülete elöregedett, állaga leromlott, ezért a jelenlegi iskola helyén újat építettek. Az új iskolát 1968. november 29-én adták át. A megnövekedett tanuló- és osztálylétszám miatt 2001-ben új iskolarész épült, 2008-ban pedig új tornaterem létesült.

## Kultúra
„Motajicki vuk” Polgárok Folklór Egyesület